# Gnorimus subopacus
Gnorimus subopacus är en skalbaggsart som beskrevs av Victor Ivanovitsch Motschulsky 1860. Gnorimus subopacus ingår i släktet Gnorimus och familjen Cetoniidae. Utöver nominatformen finns också underarten G. s. viridiopacus.